# Jelisaweta Iwanowna Time
Jelisaweta Iwanowna Time (russisch Елизавета Ивановна Тиме; * 24. Augustjul. / 5. September 1884greg. in St. Petersburg; † 8. Februar 1968 in Leningrad) war eine russische bzw. sowjetische Theaterschauspielerin und Hochschullehrerin.

## Leben
Time, Tochter des Bergbauingenieurs Iwan Time, studierte  in den Höheren Bestuschew-Kursen für Frauen (Abschluss 1904), am St. Petersburger Konservatorium in der Gesang-Klasse (Abschluss 1906) und an der St. Petersburger Theater-Schule (Abschluss 1908). Sie heiratete 1910 den Chemiker Nikolai Katschalow (1883–1961). Die Ehe war glücklich und blieb kinderlos.
Bereits seit 1903 hatte Time Rollen in Aufführungen zu Hause und in der Theater-Schule übernommen. Nach dem Studium war sie ab 1908 Schauspielerin des Alexandrinski-Theaters. Sie spielte dramatische, tragische und komödiantische Rollen mit bis zu 11 neuen Rollen pro Saison. Mit ihrer guten Stimme konnte sie auch Rollen in Oper und Operette übernehmen. In Michel Fokines Ballett Ägyptische Nächte im Mariinski-Theater spielte sie 1909 die Kleopatra. Zuletzt trat sie 1957 in Lillian Hellmans The Autumn Garden im Alexandrinski-Theater auf. Im Fernsehen spielte sie zuletzt 1967 eine Schauspielerin in einem Familienfilm (Autor Edward Radsinski).
Bekannt wurde Time auch als Rezitatorin. Zu ihrem Repertoire gehörten Anna Karenina von Lew Tolstoi, Der Leidensweg von Alexei Tolstoi, Klim Samgin von Maxim Gorki, Die Forsyte-Saga von John Galsworthy sowie Werke Alexander Puschkins, Nikolai Nekrassows und Guy de Maupassants.
Neben der Schauspielarbeit lehrte Time an Andrei Petrowskis Schule für Bühnenkunst, am Institut des Lebendigen Worts und dann mehr als 30 Jahre lang am Leningrader Staatlichen Institut für Theater, Musik und Filmkunst mit Ernennung zur Professorin 1951.
Time starb am 8. Februar 1968 in Leningrad und wurde auf dem Wolkowo-Friedhof an den „Literatenbrücken“ begraben.

## Ehrungen, Preise
- Orden des Roten Banners der Arbeit (1939)[5]
- Volkskünstlerin der RSFSR (1957)